# Родезия (държава)
Вижте пояснителната страница за други значения на Родезия.
Родезия (на английски: Rhodesia) е историческа международно непризната държава в Югоизточна Африка, просъществувала между 1965 и 1979 г. на територията на днешно Зимбабве. Столица е град Солсбъри (Хараре). Наследник е на британската колония Южна Родезия.

## История
Въпреки оказания от страна на Великобритания натиск, правителството на Южна Родезия, доминирано от представители на бялото малцинство, отказва да предаде властта в ръцете на местното чернокожо население. След дълги пререкания с метрополията на 11 ноември 1965 г. се стига до едностранно обявяване независимостта на страната от Обединеното кралство. Първоначално конституционна монархия в състава на Общността на нациите, през 1970 г. тя става парламентарна република.
Непосредствено след провъзгласяването на независима Родезия, вследствие отказа на властите да отстъпят управлението на чернокожите, лявонационалистическите революционни организации Африкански национален съюз на Зимбабве (ZANU) начело с Робърт Мугабе и Африкански народен съюз на Зимбабве (ZAPU) начело с Джошуа Нкомо с подкрепата на Китай и СССР започват гражданска война както срещу правителствените сили, така и помежду си.
Британското правителство, недоволно от това стечение на обстоятелствата, инициира преговори между участващите в конфликта страни във вилата „Ланкастър Хаус“ край Лондон под председателството на лорд Карингтън, министър на външните работи на Обединеното кралство, на 15 декември 1979 г. Съгласно сключеното споразумение, Родезия отново става колония на Великобритания, като властта поема лорд Соумс.
Планираните парламентарни избори се провеждат в края на февруари 1980 г., като предизборната кампания е съпроводена с масови нарушения на човешките права от страна на ръководения от Р. Мугабе ZANU. Поради това британските власти първоначално възнамеряват да дисквалифицират партията от изборната надпревара, но впоследствие се отказват.
На 4 март ZANU извоюва убедителна победа. Начело на страната застава неговият лидер Робърт Мугабе. Под негово ръководство на 18 април 1980 г. Южна Родезия отново става независима държава под името Република Зимбабве.

## География
Родезия е еквавалентна на територията на днешна Зимбабве. Била е без излаз на море, намираща се в Южна Африка, разположена между 15° и 23° ю.ш. и 25° и 34° източна дължина. Граничила с Южна Африка на юг, Бечуаналанд (днешна Ботсвана) на запад и югозапад, Замбия на северозапад и Мозабик на изток и североизток. По-голямата част от страната е била издигната, състояща се от централно плато (високо плато), простиращо се от югозапад на север с надморска височина между 1000 и 1600 m. Най-висока точка е Нягани 2,592 m.

### Климат
Родезия имала тропичен климат с много местни вариации. Южните райони били известни със своята топлина и безводие, части от централното плато получиха измръзване през зимата, долината Замбези също била известна с екстремните си горещини, а Източните планини обикновено изпитваха ниски температури и най-високите валежи в страната. Дъждовният сезон в страната бил от края на октомври до март и горещият климат бил смекчаван от увеличаването на надморската височина. Страната бе изправена пред повтарящи се суши, а силните бури бяха рядкост.

## Политика
Въпреки че Южна Родезия никога не е получила пълен статут на Доминион в рамките на Общността на нациите, южните родезийци се управляват от постигането на „отговорно правителство“ през 1923 г. Неговият избирателен регистър е имал имуществен и образователен ценз. През годините различни изборни договорености, направени на национално и общинско ниво, поддържаха тези стандарти. Например, франчайзът за първите избори за законодателен съвет на Южна Родезия през 1899 г. съдържало следното изискване:
избирателите да бъдат британски поданици, мъже, на 21 години и повече, да могат да напишат своя адрес и професия, и след това да изпълнят следните финансови изисквания: (а) собственост върху регистриран иск за добив в Южна Родезия, или (б) заемане недвижим имот на стойност £75, или (в) получаване на заплата или заплата от £50 годишно в Южна Родезия. Шест месеца непрекъснато пребиваване също се изисквали квалификации (б) и (в).
След изказването на Сесил Роудс за "равни права за всички цивилизовани мъже", нямало явен расов компонент във франчайза. Изискването обаче изключило мнозинството местни чернокожи.

### Административни дивизии
Родезия имала централизирано управление и бела разделена на седем провинции и два града с провинциален статут за административни цели. Всяка провинция е имала провинциална столица, откъдето обикновено се е извършвала държавна администрация.
| Провинция          | Столица       |
| ------------------ | ------------- |
| Маникаленд         | Умтали        |
| Северен Машонленд  | Солсбъри      |
| Южен Машонленд     | Солсбъри      |
| Виктория           | Форт Виктория |
| Северен Матабеленд | Булавейо      |
| Южен Матабеленд    | Булавейо      |
| Мидлендс           | Гуеру         |

## Икономика
Икономически Южна Родезия развива икономика, която се основава тясно на производството на няколко основни продукта, по-специално хром и тютюн. Следователно тя била уязвима към икономическия цикъл. Дълбоката рецесия от 30-те години на миналия век отстъпила място на следвоенния бум. Този бум предизвикъл имиграцията на около 200 000 бели между 1945 и 1970 г., което довело до 307 000 бели жители. Голям брой от тези имигранти са от британска работническа класа, като други идват от Белгийско Конго, Кения, Танзания и по-късно Ангола и Мозамбик. Те създали относително балансирана икономика, трансформирайки това, което някога е било първичен производител, зависещ от земеделие в гори, в индустриален гигант, който породи силен производствен сектор, индустрии на желязо и стомана и модерни минни предприятия. Тези икономически успехи се дължат малко на чуждестранна помощ, освен имиграцията на квалифицирана работна ръка. Валутата до 1970 г. била Родезийският паунд, а след това Родезийският долар.

## Население

### Популация
Централна характеристика на бялата общност в Родезия била нейната преходност, тъй като белите заселници имаха еднаква вероятност да напуснат Родезия след няколко години, както и постоянно да се заселят; например, от 700-те британски заселници, които са първите бели заселници, пристигнали през 1890 г., само 15 все още живеят в Родезия през 1924 г.  Тъй като бялото население на Родезия имало ниска раждаемост (18 на 1000) в сравнение африканския бил процент (48 на 1000), поддържането на растеж на бялото население до голяма степен зависело от приемането на нови бели имигранти, като имиграцията представлявало 60% от растежа на бялото родезийско население между 1955 и 1972 г. Въпреки това американският историк Джозая Браунъл отбелязва, че текучеството на белите жители в Родезия е много високо, тъй като Родезия прие общо 255 692 бели имигранти между 1955 и 1979 г., докато за същия период общо 246 583 бели емигрират.
Населението на Родезия процъфтява в края на 60-те години на миналия век поради имиграцията и изключителния естествен прираст сред чернокожите й граждани, най-високият в Африка на юг от Сахара по това време.
| Година | Южна Родезия    | Южна Родезия       | Северна Родезия | Северна Родезия    | Нясаленд      | Нясаленд           | Общо            | Общо               |
| Година | Бели            | Чернокожи          | Бели            | Чернокожи          | Бели          | Чернокожи          | Бели            | Чернокожи          |
| ------ | --------------- | ------------------ | --------------- | ------------------ | ------------- | ------------------ | --------------- | ------------------ |
| 1927   | 38,200 (3.98%)  | 922,000 (96.02%)   | 4,000 (0.4%)    | 1,000,000 (99.6%)  | 1,700 (0.13%) | 1,350,000 (99.87%) | 43,900 (1.32%)  | 3,272,000 (98.68%) |
| 1946   | 80,500 (4.79%)  | 1,600,000 (95.21%) | 21,919 (1.32%)  | 1,634,980 (97.68%) | 2,300 (0.10%) | 2,340,000 (99.90%) | 104,719 (1.84%) | 5,574,980 (98.16%) |
| 1955   | 150,000 (5.88%) | 2,400,000 (94.12%) | 65,000 (3.02%)  | 2,085,000 (96.98%) | 6,300 (0.25%) | 2,550,000 (99.75%) | 221,300 (3.05%) | 7,035,000 (96.95%) |
| 1960   | 223,000 (7.30%) | 2,830,000 (92.70%) | 76,000 (3.14%)  | 2,340,000 (96.85%) | 9,300 (0.33%) | 2,810,000 (99.66%) | 308,300 (3.72%) | 7,980,000 (96.28%) |

### Езици
Повечето бели родезийци говорили Английски, с малцинство, което говорило Африканс. Приблизително 70% от чернокожите родезийци говорили шона и около 20% говорили Ндебеле. Мнозинството от индийските родезийци говорели Гуджарати, а пък малцинство говорело Хинди.

### Религия
Родезия предоминантно изповядвала Християнството, като Протестантизмът била доминираща. Много местни чернокожи изповядвали традиционалните африкански религии.

## Култура

### Медия
Основните вестници били Rhodesia Herald в Солсбъри и The Chronicle в Булавейо. След UDI, през 1976 г., държавната Rhodesian Broadcasting Corporation (RBC) пое частната услуга за Rhodesian Television (RTV), в която преди това е придобила 51% дял. Сред новинарските списания, публикувани в Родезия под UDI, били Illustrated Life Rhodesia, докато The Valiant Years от Берил Солт разказвал историята на Родезия от 1890 до 1978 г. изцяло чрез факсимилно възпроизвеждане на статии и заглавия от родезийски вестници.

### Спорт
Тъй като Родезия е бивша колония на Обединеното кралство, всички спортове, родени в Обединеното кралство, се радват на значителна популярност в Родезия; особено крикет, ръгби, футбол, Най-известният в световен мащаб спортист на Родезия е бившият вратар на Ливърпул Брус Гробелаар 440 мача. Практикуват се още нетбол, голф, тенис, купи, хокей на трева и т.н. Подобно на съседна Южна Африка, Родезия била забранена както да се състезава, така и да участва със страните членки на Британската общност.